# Benjamin Tahirović
Benjamin Tahirović, född 3 mars 2003, är en bosnisk-svensk professionell fotbollsspelare som spelar som mittfältare för Ajax i Eredivisie. Han representerar även det bosniska landslaget.

## Karriär

### Proffsdebut
Tahirović började sin professionella karriär 2020 i Vasalunds IF. Han spelade i 26 matcher i Ettan Norra (tidigare division 1) under säsongen 2020 då Vasalund slutade på första plats i serien och säkrade uppflyttning till Superettan.

### Roma
Tahirović skrev på för Roma 2021. Han gjorde sin Serie A-debut för klubben mot Torino den 13 november 2022.

### Landslag
Tahirović bekräftade i februari 2023 att han kommer att representera Bosnien och Hercegovina.Han gjorde sin landslagsdebut 23 mars 2023 mot Island i kvalspelet till Europamästerskapet i fotboll 2024

## Privatliv
Tahirovićs föräldrar kommer ursprungligen från Sarajevo i Bosnien och Hercegovina men invandrade till Sverige efter att de jugoslaviska krigen bröt ut.

## Meriter
Vasalunds IF
- Ettan Norra : 2020